# طانسينة
الطانسينة (الاسم العلمي: Tanacetinae) هي تحت قبيلة من النباتات تتبع الفصيلة النجمية من رتبة النجميات.

## أجناس الطانسينة
- الطَانْسَة
  - الطَانْسَة الشَائِعَة
- الطانسية
- محرشفة العرف